# Serie B 1987-1988 (calcio femminile)
L'edizione 1987-1988 è stata la diciannovesima edizione del campionato di Serie B femminile italiana di calcio.

## Stagione

### Novità
L'A.C.F. Foggia è stato ammesso in Serie A 1987-1988 a completamento organico.
Variazioni prima dell'inizio del campionato:
cambio di denominazione e sede:
- da "A.C.F. Aquile Monreale" di Palermo ad "A.C.F. Aquile Palermo" di Palermo,
- da "A.C.F. Bazzano" di Bazzano a "Bologna C.F." di Bologna,
- da "U.S.F. Ceramiche Pantò" di Spadafora ad "A.C.F. Messina" di Messina,
- da "C.S. Endas Triestina Milano" a "A.C.F. Ambrosiana" di Milano,
- da "A.C.F. Novese" di Novi Ligure ad "A.C.F. Spinettese" di Spinetta Marengo,
- da "A.C.F. Salernitana" ad "A.C.F. Salernitana Montella Domus" di Salerno,
- da "U.S. Virtus Borgo Venezia" di Verona ad "A.C.F. Centomo Verona" di Verona;

hanno rinunciato al campionato di Serie B (inattive):
- "Pol. Ostia" di Ostia (3ª nel girone B della Serie B),
- "Pol. San Michele" di Borgoricco (8ª nel girone A della Serie B, retrocessa e poi riammessa, ma radiata per non aver pagato la seconda rata dell'iscrizione alla Serie B);

hanno rinunciato al campionato di Serie B per iscriversi alla Serie C Regionale:
- "S.C.F. Alassio" di Alassio (6ª nel girone A della Serie B),
- "F.C.F. Juve Piemonte" di Torino (15ª in Serie A e retrocessa in Serie B).

società non aventi diritto ammesse in Serie B:
- "Arezzo C.F." di Arezzo (7ª nel girone B della Serie B e retrocessa in Serie C Regionale),
- "A.C.F. S.A.M.P.I. Lucca" di Lucca (8ª nel girone B della Serie B e retrocessa in Serie C Regionale),
- "U.S.F. Ceramiche Pantò" di Spadafora (9ª nel girone C della Serie B e retrocessa in Serie C Regionale).

### Formula
Vi hanno partecipato 29 squadre divise in tre gironi. La prima classificata di ognuno dei tre gironi viene promossa in Serie A. Le ultime tre classificate di ognuno dei tre gironi vengono retrocesse nei rispettivi campionati regionale di Serie C.

## Girone A

### Squadre partecipanti
| Club                      | Città                 | Stagione 1986-1987                         |
| ------------------------- | --------------------- | ------------------------------------------ |
| A.C.F. Ambrosiana         | Milano                | 3º posto in Serie B/A                      |
| A.C.F. Atletic Moncalieri | Moncalieri            | 1º posto in Serie C Piemonte-Valle d'Aosta |
| A.C.F. Aurora Mombretto   | Mombretto di Mediglia | 2º posto in Serie C Lombardia              |
| A.S. Bolzaninaledrense    | Molina di Ledro       | 5º posto in Serie B/A                      |
| A.C.F. Centomo Verona     | Verona                | 1º posto in Serie C Veneto                 |
| A.C.F. Cormano            | Cormano               | 1º posto in Serie C Lombardia              |
| A.C.F. Derthona Valmacca  | Tortona               | 6º posto in Serie B/A                      |
| G.E.A.S. Sez. C.F.        | Sesto San Giovanni    | in Serie C Lombardia                       |
| A.C.F. Spineto            | Castellamonte         | 2º posto in Serie B/A                      |
| A.C.F. Spinettese         | Spinetta Marengo      | 4º posto in Serie B/A                      |

### Classifica finale
|  | Pos. | Squadra            | Pt | G  | V  | N | P  | GF | GS | DR  |
|  | ---- | ------------------ | -- | -- | -- | - | -- | -- | -- | --- |
|  | 1.   | Centomo Verona     | 33 | 18 | 16 | 1 | 1  | 53 | 16 | +37 |
|  | 2.   | Ambrosiana         | 29 | 18 | 14 | 1 | 3  | 52 | 22 | +30 |
|  | 3.   | Derthona Valmacca  | 26 | 18 | 12 | 2 | 4  | 46 | 30 | +16 |
|  | 4.   | Atletic Moncalieri | 18 | 18 | 7  | 4 | 7  | 28 | 31 | -3  |
|  | 5.   | Spinettese         | 14 | 18 | 5  | 4 | 9  | 19 | 31 | -12 |
|  | 6.   | Spineto            | 13 | 18 | 5  | 3 | 10 | 21 | 32 | -11 |
|  | 6.   | Aurora Mombretto   | 13 | 18 | 4  | 5 | 9  | 27 | 39 | -12 |
|  | 8.   | G.E.A.S.           | 12 | 18 | 4  | 4 | 10 | 19 | 27 | -8  |
|  | 8.   | Cormano            | 12 | 18 | 5  | 2 | 11 | 17 | 28 | -11 |
|  | 10.  | Bolzaninaledrense  | 10 | 18 | 4  | 2 | 12 | 18 | 44 | -26 |

Legenda:
      Promossa in Serie A
      Retrocessa in Serie C
Note:
Due punti a vittoria, uno a pareggio, zero a sconfitta.
L'Ambrosiana e lo Spineto hanno successivamente rinunciato all'attività sportiva rimanendo inattive.
Il GEAS, il Cormano e la Bolzaninaledrense sono stati successivamente riammessi in Serie B 1988-1989 a completamento organici.

## Girone B

### Squadre partecipanti
| Club                    | Città              | Stagione 1986-1987                 |
| ----------------------- | ------------------ | ---------------------------------- |
| Arezzo C.F.             | Arezzo             | 7º posto in Serie B/B              |
| Bologna C.F.            | Bologna            | 8º posto in Serie B/B              |
| A.C.F. Firenze Casa '77 | Firenze            | 14º posto in Serie A               |
| A.C.S. Il Delfino       | Cagliari           | 2º posto in Serie B/B              |
| A.C.F. Lugo             | Lugo               | 1º posto in Serie C Emilia-Romagna |
| Pisa S.C.F.             | Pisa               | 1º posto in Serie C Toscana        |
| A.C.F. Prato Sport      | Prato              | 4º posto in Serie B/B              |
| A.C.F. S.A.M.P.I. Lucca | Lucca Sant'Alessio | 8º posto in Serie B/B              |
| A.C.F. Spinaceto VIII   | Roma               | 5º posto in Serie B/B              |
| A.C.F. Tarquinia        | Tarquinia          | 6º posto in Serie B/B              |

### Classifica finale
|  | Pos. | Squadra          | Pt      | G  | V  | N  | P  | GF | GS | DR  |
|  | ---- | ---------------- | ------- | -- | -- | -- | -- | -- | -- | --- |
|  | 1.   | Firenze Casa 77  | 28      | 16 | 13 | 2  | 1  | 35 | 8  | +27 |
|  | 2.   | Il Delfino       | 25      | 16 | 10 | 5  | 1  | 39 | 16 | +23 |
|  | 3.   | Spinaceto VIII   | 19      | 16 | 8  | 3  | 5  | 30 | 20 | +10 |
|  | 4.   | Bologna CF       | 17      | 16 | 8  | 1  | 7  | 16 | 19 | -3  |
|  | 5.   | S.A.M.P.I. Lucca | 15      | 16 | 6  | 3  | 7  | 19 | 20 | -1  |
|  | 5.   | Prato Sport      | 15      | 16 | 5  | 5  | 6  | 15 | 17 | -2  |
|  | 7.   | Arezzo           | 12      | 16 | 4  | 4  | 8  | 16 | 23 | -7  |
|  | 8.   | Lugo             | 7       | 16 | 1  | 5  | 10 | 11 | 33 | -22 |
|  | 9.   | Pisa             | 6       | 16 | 1  | 4  | 11 | 9  | 34 | -25 |
|  | ---  | Tarquinia        | Escluso | -- | -- | -- | -- | -- | -- | --  |

Legenda:
      Promossa in Serie A
      Retrocessa in Serie C
      Esclusa dal campionato
Note:
Due punti a vittoria, uno a pareggio, zero a sconfitta.
Il Tarquinia è stato escluso dal campionato alla quarta rinuncia (Tarquinia-Arezzo del 6 marzo 1988).
Il Lugo è stato successivamente riammesso in Serie B 1988-1989 a completamento organici.

## Girone C

### Squadre partecipanti
| Club                              | Città              | Stagione 1986-1987    |
| --------------------------------- | ------------------ | --------------------- |
| A.C.F. Aquile Palermo             | Palermo            | 7º posto in Serie B/C |
| A.C.F. Gravina                    | Gravina di Catania | 3º posto in Serie B/C |
| G.S. Endas Azzurra                | Torre del Greco    | in Serie C Campania   |
| A.P. Frattaminore                 | Frattaminore       | 6º posto in Serie B/C |
| A.C.F. Roma                       | Roma               | 16º posto in Serie A  |
| A.C.F. Messina                    | Messina            | 8º posto in Serie B/C |
| S.S.C.F. Monteforte Irpino        | Monteforte Irpino  | 2º posto in Serie B/C |
| A.S.C.F. Real Frattese            | Frattamaggiore     | 5º posto in Serie B/C |
| A.C.F. Salernitana Montella Domus | Salerno            | in Serie C Campania   |

### Classifica finale
|  | Pos. | Squadra                    | Pt | G  | V  | N | P  | GF | GS | DR  |
|  | ---- | -------------------------- | -- | -- | -- | - | -- | -- | -- | --- |
|  | 1.   | Gravina                    | 27 | 16 | 11 | 5 | 0  | 45 | 6  | +39 |
|  | 2.   | Monteforte Irpino          | 26 | 16 | 11 | 4 | 1  | 39 | 14 | +25 |
|  | 3.   | Salernitana Montella Domus | 21 | 16 | 8  | 5 | 3  | 28 | 17 | +11 |
|  | 4.   | Endas Azzurra              | 20 | 16 | 8  | 4 | 4  | 28 | 20 | +8  |
|  | 5.   | ACF Roma                   | 18 | 16 | 7  | 4 | 5  | 24 | 15 | +9  |
|  | 6.   | Frattaminore               | 13 | 16 | 3  | 7 | 6  | 16 | 18 | -2  |
|  | 7.   | Real Frattese              | 8  | 16 | 2  | 4 | 10 | 12 | 29 | -17 |
|  | 8.   | Aquile Palermo             | 0  | 16 | 0  | 0 | 16 | 4  | 71 | -67 |
|  | 9.   | Messina                    | 0  | 16 | 0  | 0 | 16 | 4  | 71 | -67 |

Legenda:
      Promossa in Serie A
      Retrocessa in Serie C
Note:
Due punti a vittoria, uno a pareggio, zero a sconfitta.

## Verdetti finali
- Centomo Verona, Firenze Casa '77 e Gravina Catania promossi in Serie A.
- G.E.A.S., Cormano, Bolzaninaledrense, Lugo, Pisa, Tarquinia, Real Frattese, Aquile Palermo e Messina retrocessi nei rispettivi campionati regionali di Serie C.